# BE THERE
「BE THERE」（ビー・ゼアー）は、日本の音楽ユニット・B'zの楽曲。1990年5月25日にBMGルームスより4作目のシングルとして発売された。

## 概要
B'zとしては初のアルバムと同時発売ではない単独シングル作品。2003年3月26日にリマスタリング、12cm化で再発売された。ジャケットに初めてタイアップが表示された。作品によっては裏ジャケット、歌詞面、CDレーベル面にも表示がある。これは17thシングル『love me, I love you』まで続いた。
このシングルから2曲目を「2nd beat」と呼ぶようになった。また、このシングルからしばらくの間1st beatのみがオリジナル・アルバムに収録されるようになる。
また、B'zメンバーを中心とした音楽製作集団「B+U+M」のクレジットが、このシングルから表記されるようになる。これは15thシングル『MOTEL』まで記載され、その後解体された。
オリコン集計では不利となる金曜日発売であったが、B'zとしてはシングルで初めてオリコン初登場10位以内にランクイン（初登場第7位）した。2003年の再発シングルは全体の中でも好調な売り上げで週間3位にランクインし、最高位を更新している。また、トップ10返り咲きが12年9ヶ月ぶりとなり、自身の最長インターバル期間を記録した。殆ど間を置かずに（3週間程度）発売された次作『太陽のKomachi Angel』とともにロングセラーとなり、B'zのシングルとしては8thシングル『LADY NAVIGATION』に次ぐロングセラー作。
1990年に発売された際の初回特典として、ステッカーが封入されていた。2003年に再発売された際は、初回特典として当時のB'zの写真を使ったピクチャーレーベル仕様で、全ての再発シングルを収納するCDボックスの応募券と応募はがきが付属していた。

## 収録曲
| 全作詞: 稲葉浩志、全作曲: 松本孝弘、全編曲: 松本孝弘・明石昌夫。 |                      |          |            |      |
| #                                                                | タイトル             | 作詞     | 作曲・編曲 | 時間 |
| 1.                                                               | 「BE THERE」         | 稲葉浩志 | 松本孝弘   | 4:15 |
| 2.                                                               | 「星降る夜に騒ごう」 | 稲葉浩志 | 松本孝弘   | 4:42 |
| 合計時間:                                                        | 合計時間:            | 8:57     |            |      |

## 楽曲解説
1. BE THERE
  - 元々は3rdアルバム『BREAK THROUGH』の頃に制作されていたが締切に間に合わず未収録となり、期間をおいてシングルとして発売された経緯がある[6]。
  - 左右に音を振るイントロから始まる。これは、もともと曲として出来上がっていた音を更にもう一度サンプリングしたものであり、当時のエンジニアの野村昌之は「今ではコンピューターのおかげで簡単に短時間で出来てしまう事が、この頃はとても大変で凄く時間が掛かりました」とコメントしている[7]。
  - シングル表題曲では初めてオリジナル・アルバム未収録となり、ベスト・アルバム『B'z The Best "Pleasure"』が発売されるまで約8年間アルバム未収録のままだった。B'zのシングルでは最もアルバム未収録の期間が長い曲である。
  - 『B'z LIVE-GYM "BREAK THROUGH"』のアンコールで未発表曲として先行披露されていた。また、MVは同ツアーのライブ映像や移動中の映像を編集したドキュメント的なものになっており、列車内や女子学生、青森駅前なども映っている[8]。
  - テレビ朝日系列の音楽番組『ミュージックステーション』に初出演した際に披露した楽曲でもある[注釈 3]。
2. 星降る夜に騒ごう
  - 『B'z LIVE-GYM Pleasure '93 "JAP THE RIPPER"』以降長らく演奏されていなかったが、2020年に行われた無観客配信ライブ『B'z SHOWCASE 2020 -5 ERAS 8820-』のDay1で約27年ぶりに演奏され[10][11]、有観客ライブでは2023年に行われたツアー『B'z LIVE-GYM Pleasure 2023 -STARS-』で約30年ぶりに演奏された[12][13]。
  - 現在もアルバム未収録。

## タイアップ
- テレビ朝日系『水曜スーパーキャスト』エンディングテーマ（#1）

## 参加ミュージシャン
- 松本孝弘:ギター、全曲作曲・編曲、コーラス（#1）、サウンド・プロデューサー
- 稲葉浩志:ボーカル、全曲作詞
- 明石昌夫:全曲編曲、サウンド・アドバイザー
- 寺島良一:ディレクター
- 野村昌之:ミックス
- B+U+M

## 収録アルバム
BE THERE
- B'z TV Style SONGLESS VERSION（TV Style）
- B'z The Best "Pleasure"
- B'z The Best "ULTRA Pleasure"
- B'z The Best XXV 1988-1998

## ライブ映像作品
BE THERE
- B'z LIVE-GYM Hidden Pleasure 〜Typhoon No.20〜
- B'z LIVE-GYM 2011 -C'mon-
- B'z COMPLETE SINGLE BOX（特典DVD）
- B'z SHOWCASE 2020 -5 ERAS 8820- Day1〜5

星降る夜に騒ごう
- B'z SHOWCASE 2020 -5 ERAS 8820- Day1〜5
- B'z LIVE-GYM Pleasure 2023 -STARS-